# Harry Milanzi
Harry Milanzi (né le 13 mars 1978 en Zambie) est un joueur de football international zambien, qui évoluait au poste d'attaquant.

## Biographie

### Carrière en sélection
Avec l'équipe de Zambie, il joue 46 matchs (pour 14 buts inscrits) entre 1998 et 2005. 
Il figure dans le groupe des sélectionnés lors des Coupes d'Afrique des nations de 2002 et de 2006.
Il joue également 13 matchs comptant pour les tours préliminaires de la coupe du monde, lors des éditions 2002 et 2006.

## Palmarès
| Nchanga Rangers - Championnat de Zambie (1) : - Champion : 1998. - Coupe de Zambie : - Finaliste : 1996.           |  | 1° de Agosto \| - Championnat d'Angola (1) : - Champion : 2006. - Vice-champion : 2007. - Coupe d'Angola (1) : - Vainqueur : 2006. \| \| - Supercoupe d'Angola : - Finaliste : 2007. \| |
| - Championnat d'Angola (1) : - Champion : 2006. - Vice-champion : 2007. - Coupe d'Angola (1) : - Vainqueur : 2006. |  | - Supercoupe d'Angola : - Finaliste : 2007. |